# Пеццетта, Анна
Анна Пеццетта (итал. Anna Pezzetta; род. 6 марта 2007, Больцано, Трентино-Альто-Адидже) — итальянская фигуристка, выступающая в одиночном катании. Чемпионка Италии по фигурному катанию 2025 года.

## Биография
Пеццетта родилась 6 марта 2007 года в Больцано.
Начала заниматься фигурным катанием в 2012 году. Среди её достижений в качестве начинающей фигуристки — золотая медаль на турнире Egna Spring Trophy 2019 и на турнире Eiscup Innsbruck 2019.
Дебютировала на чемпионате Италии среди юниоров 2021 года, сразу же завоевав золотую медаль. Затем выиграла серебряную медаль на турнире Egna Spring Trophy 2021 года среди юниоров.
На чемпионате Италии 2022 года стала серебряным призёром, уступив только Ларе Наки Гутманн. В 2022 году приняла участие в Чемпионате мира среди юниоров 2022 года в Таллинне, где заняла двадцать четвертое место в короткой программе, в произвольной была девятой и поднялась на тринадцатое место в общем зачете.

### 2022—2023
Пеццетта начала свой сезон во взрослом фигурном катании на турнире 2022 CS Lombardia Trophy, заняв двенадцатое место. Дебютировав в серии Гран-при среди юниоров, Пеццетта заняла четырнадцатое место на турнире в Польше и тринадцатое на турнире в Италии. Затем завоевала золотую медаль на турнире 2022 CS Ice Challenge.
На чемпионате Италии 2023 года Пеццетта выиграла бронзовую медаль. Участвовала в Европейском юношеском олимпийском фестивале 2023 года, где выиграла серебряную медаль, уступив Ииды Кархунен из Финляндии.
На чемпионате мира среди юниоров 2023 года в Калгари, Пеццетта заняла двадцать седьмое место в короткой программе и не квалифицировалась в произвольную. В конце сезона Пеццетта в составе сборной Италии выступила на командном чемпионате мира 2023 года, где сама заняла девятое место в короткой программе и одиннадцатое в произвольной, а сборная Италии заняла четвёртое место в общем зачёте.

### 2023—2024
Итальянка один раз выступила на Гран-при среди юниоров, заняв одиннадцатое место на турнире в Венгрии 2023. На взрослом уровне заняла шестое место на Finlandia Trophy 2023 и четвертое место на Кубке Ниццы 2023 года.
На чемпионате Италии 2024 года Пеццетта выиграла короткую программу, но заняла четвёртое место в произвольной программе, опустившись на итоговое третье место. Завершила сезон, заняв восьмое место на Кубке Вызова 2024 года.

### 2024—2025
Пеццетта начала сезон, заняв пятое место на Lombardia Trophy 2024.
На чемпионате Италии 2025 года Пеццетта заняла второе место в короткой программе, но выиграла произвольную, что позволило ей завоевать золотую медаль и впервые стать чемпионкой Италии.

## Результаты
CS: Challenger Series
| Соревнования                 | 21/22         | 22/23         | 23/24         | 24/25         |
| Международные                | Международные | Международные | Международные | Международные |
| ---------------------------- | ------------- | ------------- | ------------- | ------------- |
| Чемпионат Европы             |               |               |               | 5             |
| Командный чемпионат мира     |               | 4             |               | 3             |
| CS Finlandia Trophy          |               |               | 6             |               |
| CS Золотой конёк Загреба     |               |               | 6             |               |
| CS Lombardia Trophy          |               | 12            |               | 5             |
| CS Warsaw Cup                |               |               | 2             | 5             |
| Trophée Métropole Nice       |               |               | 4             |               |
| Icechallenge                 |               | 1             |               | 1             |
| Challenge Cup                |               |               | 8             |               |
| Международные среди юниоров  |               |               |               |               |
| Чемпионат мира среди юниоров | 13            | 27            |               | 13            |
| Этап Гран-при. Италия        |               | 13            |               |               |
| Этап Гран-при. Польша        |               | 14            |               | 4             |
| Этап Гран-при. Словения      |               |               |               | 5             |
| Этап Гран-при. Венгрия       |               |               | 11            |               |
| Challenge Cup                | 3             |               |               |               |
| Egna Spring Trophy           | 1             |               |               |               |
| Bavarian Open                | 2             |               |               |               |
| Merano Cup                   | 1             |               |               |               |
| NRW Trophy                   | 2             |               |               |               |
| ЕЮОФ                         |               | 2             |               |               |
| Национальные                 |               |               |               |               |
| Чемпионат Италии             | 2             | 3             | 3             | 1             |